# Purwobinangun
Purwobinangun is een bestuurslaag in het regentschap Langkat van de provincie Noord-Sumatra, Indonesië. Purwobinangun telt 3568 inwoners (volkstelling 2010).